# トライアンフ・ロケットIII
トライアンフ・ロケットIII（Triumph Rocket III）は、トライアンフ・モーターサイクルが製造した3気筒のオートバイ。2019年にトライアンフがトライアンフ・ロケット3を発売するまでは、2,294 cc (140.0 cu in)の排気量は量産オートバイの中でもっとも大排気量のエンジンだった。
「ロケットIII」という名称は、1968年にBSAが発売したプッシュロッドOHV3気筒750ccのロケット3に由来しているが、この車種はトライアンフ・トライデントのバッジエンジニアリング品だった。

## 来歴
ロケットIIIプロジェクトは、トライアンフの製品ラインマネージャーであるロス・クリフォードの指揮の下、1998年に開始され、特に大型クルーザーの売れ行きが好調だった米国でのリサーチが重ねられた。主な競合車はハーレーダビッドソン・ウルトラグライドとホンダ・ゴールドウイングだったので、当初のアイデアは1,600ccのパフォーマンスクルーザーを開発することだった。
社内設計者は、ヘスケス・V1000、タイガー、そして新型「レトロ」ボンネビルの設計者、ジョン・モケットだった。彼はデビッド・ストライド、ガレス・デイヴィス、ロッド・スキヴィアと共に、直列3気筒エンジンの開発に着手した。プロジェクト開始当初は直列4気筒とV6エンジンの構成も検討されたが、縦置き3気筒エンジンの設計コンセプトに基づき、コードネームC15XBシリーズS1が誕生した。
モケットは「光線銃」サイレンサーと大型のクロームリアマッドガードを備えた「未来的」なスタイリングを試したが、消費者フォーカスグループには受け入れられなかった。S2モデルは、より伝統的なリアマッドガードと、最終デザインに採用されるいくつかの機能を備えた簡素化されたバージョンだったが、市場調査からのフィードバックは依然として過激すぎるというものだったため、ラインは簡素化され、より滑らかになり、シリーズS3が誕生した。
秘密主義の理由の一つは他のメーカーとの競争だった。ヤマハは2002年に1,670-立方センチメートル (102 cu in)のロードスター・ウォリアーを発売し、ホンダがVT1800を発売したことから、トライアンフは賭け金を上げて排気量を2,294ccにすることを決定した。
最初のエンジンは2002年の夏に組み立てられ、秋にテストされた。各スロットルボディに2枚のバタフライバルブを採用することで制御性を高め、ギアと速度に応じてECUが混合気の流れと点火マップを変更できるようにした。マーク・ジェンナー（燃料供給、点火、排出ガス設計エンジニア）がシリンダーごとにツインスパークプラグとマルチホール燃料インジェクターを仕様化したことで、ロケットIIIは発売時にEuro IV排出ガス規制を満たすことができた。トルク曲線はギア比ごとに調整されており、2,000rpmでエンジントルクの90%以上を発揮し、設計者が求める高い柔軟性を実現した。ロケットIIIの1,500Wのセルモーターは、ジークフリート・ベットマンが開発した最初のトライアンフのオートバイ、1902年の1.75馬力 (1.30 kW)単気筒エンジンと同等のパワーを発揮する。
S3プロトタイプの最終設計は、ジェームズ・コルブルックが設計した大型の鋼管ツインバックボーンフレームを備えていた。アンディ・アーンショーがギアボックスと、240/50ZR16サイズのオートバイ用リアタイヤへのシャフトドライブの設計責任者だった。高性能のフロントブレーキはデイトナ955iの320mmフローティングディスクと4ピストンキャリパーをダブルで装着し、リアには専用に設計された316mmディスクと2ピストンキャリパーが装備された。ハンドリングは専用設計のリアショックと、43mm倒立フロントフォークによって制御される。

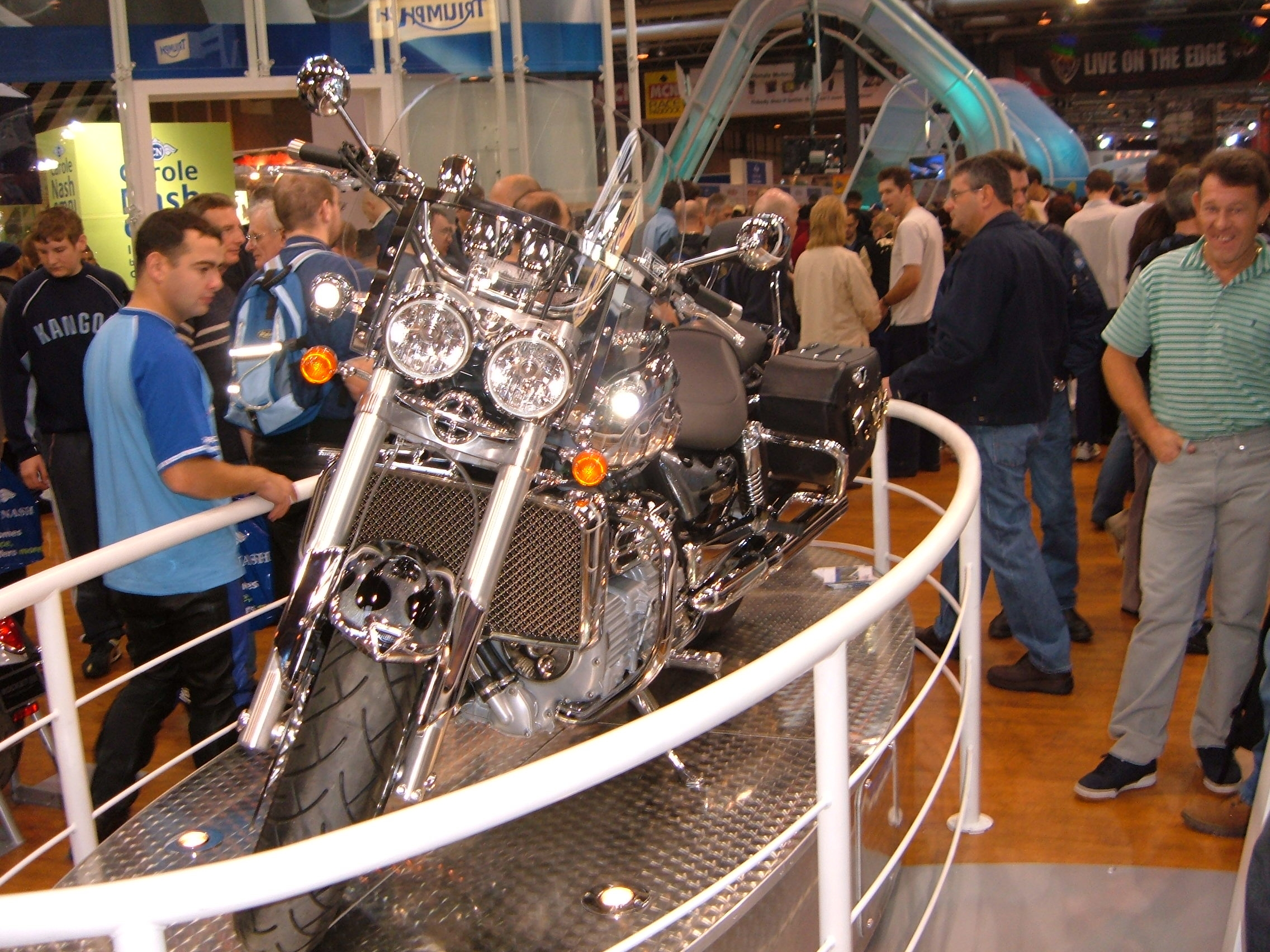
2004年のNECモーターサイクルショーでの発表

2003年に、マーケットリサーチに基づいてプロトタイプはBSA・ロケット3/トライアンフ・トライデントの伝統を引き継ぐ「ロケット」に改名された。20003年8月20日にテキサス州サンアントニオで発表された。ロケットの欧州でのお披露目は、イタリア・ミラノで開かれた国際モーターサイクルショーで2003年9月16日に行われた。イギリスでは2004年の春から発売され、2004年のNECモーターサイクルショーで『Motor Cycle News』のマシン・オブ・ザ・イヤーを受賞した。オーストラリアでの発表は2004年8月にシドニーで行われ、同国に出荷される前に230件の預かり金が集められた。

## 評価
徹底した市場調査にもかかわらず、ロケットIIIは市場での居場所を見つけるのに苦労した。当初は米国の収益性の高いクルーザー市場への参入を目指していたが、ハーレーダビッドソンのV-Rodにすら馴染めなかったハーレーダビッドソンの超伝統的なライダーの間では受け入れられなかった。2009年モデルのサンダーバードは、ハーレーダビッドソンのバイクとの競合においてより優位に立っていた。トライアンフは注力する分野を広げており、ロケットIIIは現在、ヤマハ・VMAXが成功を収めている「マッスルバイク」および「ストリートファイター」市場に参入しており、一方、ロケットIIIツーリングは大型ツーリングマシン市場への進出を進めている。
『Motor Cycle News』はロケットIIIを「お金で買えるバイクの中で、最も大きく、最もイカしたバイクです。トライアンフ・ロケットIIIは信じられないほどの体験を提供してくれます。このバイクを開発したトライアンフに拍手を送ります。ハーレーと比べると、ロケットIIIはお買い得です。ブレーキ性能も速く、ハンドリングも優れており、英国製です。中古車価格は依然として高く、年間3000～4000マイル走行していれば、ハーレーほど早く値下がりすることはありません」と評している。

## モデル

### ロケットIII
2004年に発売されたオリジナルモデルだが、すでに販売中止となっており、ロケットIIIロードスターがあとを継いでいる。このモデルはMotorcycle Cruiser誌の2004年のバイク、Motorcyclist誌の2004年のクルーザーおよびCruising Rider誌の2005年のバイクに選定された。このモデルは、イギリス国立モーターサイクル博物館の最新の展示物となっている。

### ロケットIIIクラシック
2006年に発売されたクラシックモデルは、ステップではなくフロアボードを備え、新形状のマフラーのとプルバックタイプのハンドルが与えられた。カラーバリエーションが増え、後席の快適性が改善された。
2007年6月、トライアンフはロケットIIIクラシックの宣伝のために「バイラルマーケティング」を利用し、YouTubeやバイク愛好家のウェブサイトによくできたなりすまし制作ビデオを投稿した。2019年9月時点で、このビデオは1200万回以上視聴されていた。

### ロケットIIIロードスター

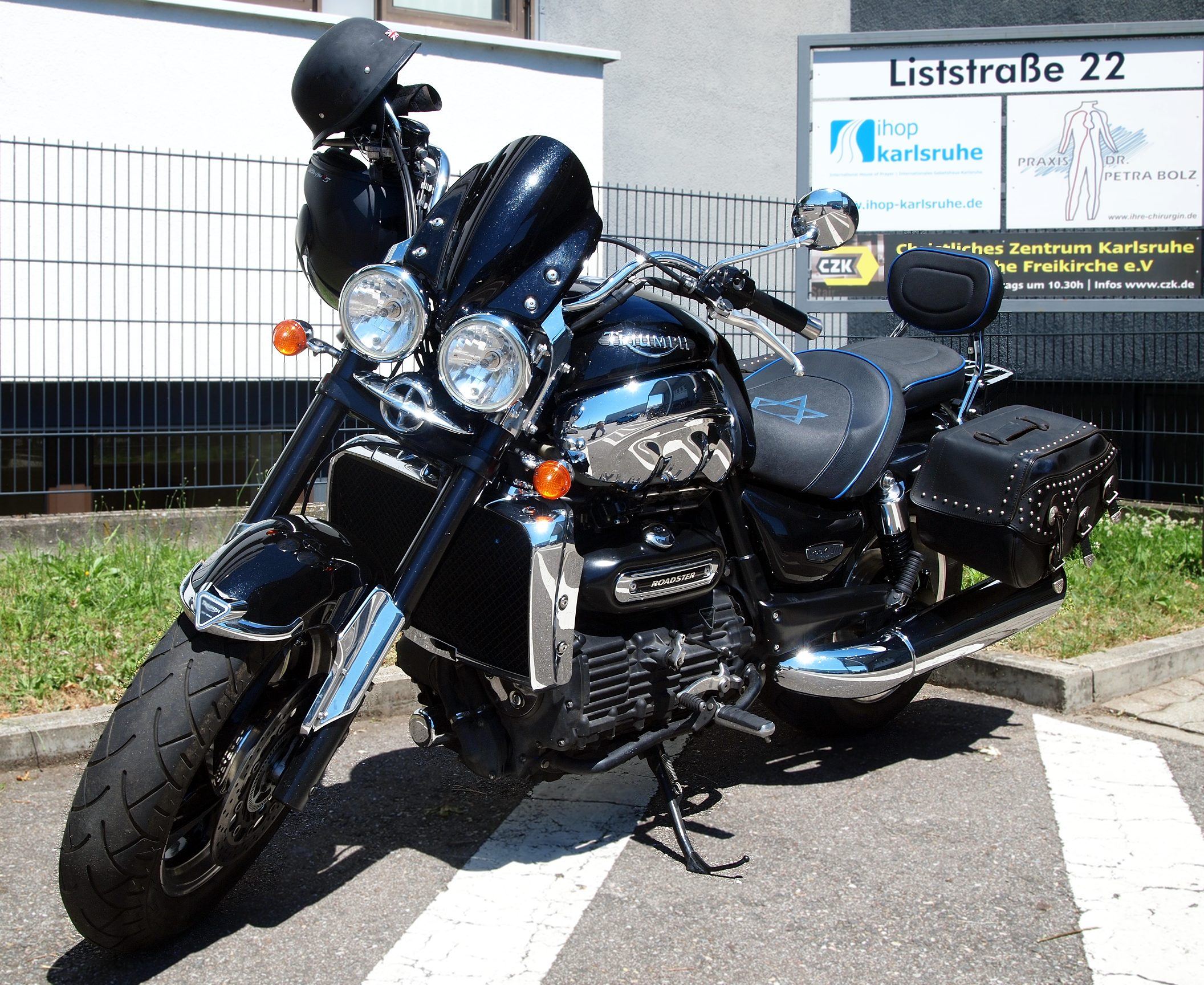
ロケットIIIロードスター

2010年型ロードスターは、従来の右2本左1本の排気管に変えて左右1本ずつのレイアウトで、公称163 lb⋅ft (221 N⋅m)のトルクと146 bhp (109 kW)の出力を誇るロケットIIIシリーズで最もパワフルなオートバイである。トライアンフはこれを "the ultimate muscle streetfighter" と呼んでいる。

### ロケットIIIツアラー
2007年モデルのツアラーは、短命に終わったクラシックモデルの限定版だった。ウインドスクリーン、パニアバッグ（サドルバッグ）、バックレスト、ラゲッジラックが標準装備され、ツートンカラーのペイントも選択可能だった。

### ロケットIIIツーリング

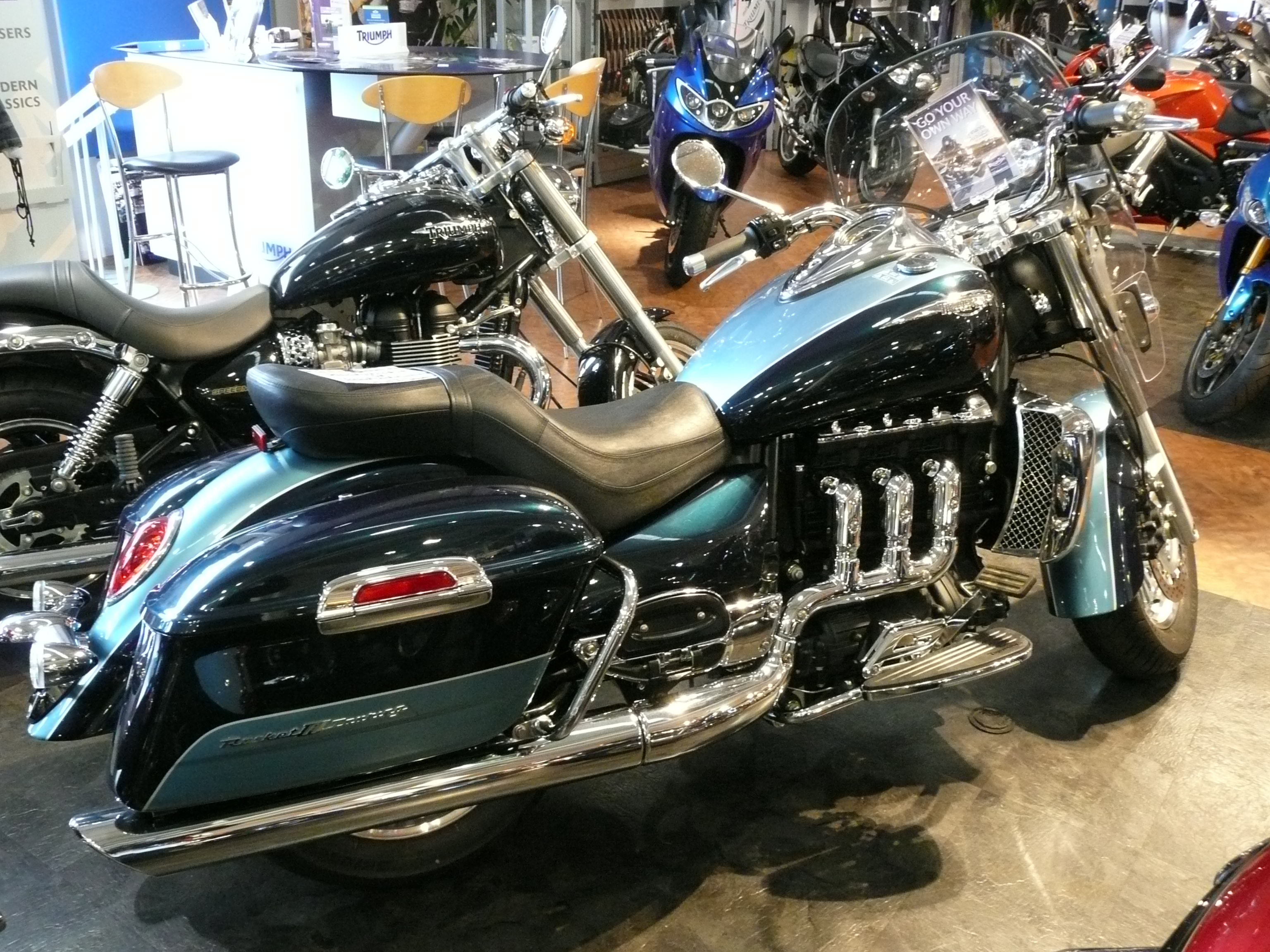
ロケットIIIツーリング（2008年）

トライアンフは、オリジナルモデルの発売後、米国のオートバイ販売全体の50％を占める大型クルーザー市場をターゲットにしたロケットIIIのツーリングバージョンの開発を2004年2月に開始した。
スチールフレームとスイングアームの新しいデザインに加え、ツーリングモデルは低回転でのトルクが向上し、2500rpmで150ポンド・フィート (200 N⋅m)になったが、最高出力は6,000rpmで106 hp (79 kW)に抑えられた（公称値）。ツーリングは16インチの小さめのフロントホイールと標準タイプのフォーク（ロードスターの倒立タイプではなく）を備えており、新しい機能としてはタンクに取り付けられた計器と、時計を設定して燃料範囲を表示するためのハンドルバーのスクロールスイッチが含まれていた。ロケットIIIで使用されていた5本スポークのホイールは、金属板にスロットが入ったタイプのホイールに置き換えられ、ステアリングを改善するために幅の狭いタイヤが指定され、180/70x16のリアタイヤにより、標準装備の取り外し可能なパニアバッグを取り付けやすくなり、取り外し可能なウインドスクリーンとカヤバ製リアショックアブソーバーも装備された。ロケットIIIツーリングは2017年に生産終了となった。